# Neomortonia
Neomortonia é um género botânico pertencente à família Gesneriaceae.

## Espécies
- Neomortonia alba
- Neomortonia nummularia
- Neomortonia rosea